# 譲渡
譲渡（じょうと、羅: cessio、英：Assignment）とは、有償無償を問わず、特定の権利、財産又は法的地位を他人に移転させることをいう。動詞形は「譲渡する」又は「譲り渡す」である。
一方、譲渡を受ける側の立場からは、譲受け（）という。動詞形は「譲り受ける」である。
さらに、譲渡した人（自然人又は法人）のことを譲渡人（）といい、譲り受けた人のことを譲受人（）という。

## 概要
贈与、売買、交換、譲渡担保設定などのうちの（準）物権契約の効果である。代物弁済、和解、出資、信託行為などの効果としても発生しうる。消費貸借、消費寄託などの成立要件である。
前述の定義から、制限物権（抵当権等）の設定、一般承継（相続や、合併や会社分割、株式交換といった組織再編行為による移転）、原始取得（無主物先占や時効取得、新株発行による株式取得など）は含まれない。
譲渡の客体は、物権、債権、契約上の地位、株式や社員権や持分、受益権、特許権や著作権、商号、営業や事業などさまざまである。人格権は譲渡することができないとされる（例えば、著作者人格権につき著作権法59条）。
なお、日本法やフランス法のように、物権変動・準物権変動における意思主義の下で対抗要件主義が採用されることがあり、その場合には、当事者の意思表示その他の要件（成立要件）によって当事者間で譲渡の効果は生じても、さらに対抗要件を具備しなければ「第三者」（二重譲受人や譲渡の破産管財人など）に対しその効力を主張すること（対抗）ができない（民法177条、178条、467条1項2項、会社法130条1項等）。一方、形式主義の下では、対抗要件主義は採用されないのが通常である。